# Stethynium angustipenne
Stethynium angustipenne är en stekelart som beskrevs av Huber 1987. Stethynium angustipenne ingår i släktet Stethynium och familjen dvärgsteklar. Inga underarter finns listade i Catalogue of Life.